# Tiercé (Maine i Loira)
Tiercé és un municipi francès situat al departament de Maine i Loira i a la regió de País del Loira. L'any 2007 tenia 4.070 habitants.

## Demografia

### Població
El 2007 la població de fet de Tiercé era de 4.070 persones. Hi havia 1.610 famílies de les quals 413 eren unipersonals (138 homes vivint sols i 275 dones vivint soles), 562 parelles sense fills, 547 parelles amb fills i 88 famílies monoparentals amb fills.
La població ha evolucionat segons el següent gràfic:
Habitants censats

### Habitatges
El 2007 hi havia 1.740 habitatges, 1.625 eren l'habitatge principal de la família, 32 eren segones residències i 82 estaven desocupats. 1.445 eren cases i 226 eren apartaments. Dels 1.625 habitatges principals, 1.060 estaven ocupats pels seus propietaris, 540 estaven llogats i ocupats pels llogaters i 25 estaven cedits a títol gratuït; 79 tenien una cambra, 108 en tenien dues, 256 en tenien tres, 387 en tenien quatre i 795 en tenien cinc o més. 1.308 habitatges disposaven pel capbaix d'una plaça de pàrquing. A 657 habitatges hi havia un automòbil i a 773 n'hi havia dos o més.

### Piràmide de població
La piràmide de població per edats i sexe el 2009 era:
| Homes | Edats   | Dones |
| ----- | ------- | ----- |
| 0     | 95 o +  | 12    |
| 12    | 90 a 94 | 16    |
| 32    | 85 a 89 | 68    |
| 24    | 80 a 84 | 32    |
| 56    | 75 a 79 | 92    |
| 52    | 70 a 74 | 88    |
| 88    | 65 a 69 | 68    |
| 60    | 60 a 64 | 88    |
| 72    | 55 a 59 | 64    |
| 92    | 50 a 54 | 88    |
| 152   | 45 a 49 | 132   |
| 144   | 40 a 44 | 164   |
| 116   | 35 a 39 | 116   |
| 96    | 30 a 34 | 144   |
| 104   | 25 a 29 | 116   |
| 136   | 20 a 24 | 76    |
| 144   | 15 a 19 | 192   |
| 120   | 10 a 14 | 156   |
| 108   | 5 a 9   | 132   |
| 100   | 0 a 4   | 84    |

## Economia
El 2007 la població en edat de treballar era de 2.490 persones, 1.936 eren actives i 554 eren inactives. De les 1.936 persones actives 1.786 estaven ocupades (946 homes i 840 dones) i 150 estaven aturades (62 homes i 88 dones). De les 554 persones inactives 265 estaven jubilades, 191 estaven estudiant i 98 estaven classificades com a «altres inactius».

### Ingressos
El 2009 a Tiercé hi havia 1.661 unitats fiscals que integraven 4.185,5 persones, la mediana anual d'ingressos fiscals per persona era de 18.051 €.

### Activitats econòmiques
Dels 200 establiments que hi havia el 2007, 3 eren d'empreses extractives, 3 d'empreses alimentàries, 2 d'empreses de fabricació de material elèctric, 1 d'una empresa de fabricació d'elements pel transport, 16 d'empreses de fabricació d'altres productes industrials, 25 d'empreses de construcció, 41 d'empreses de comerç i reparació d'automòbils, 8 d'empreses de transport, 10 d'empreses d'hostatgeria i restauració, 3 d'empreses d'informació i comunicació, 15 d'empreses financeres, 5 d'empreses immobiliàries, 24 d'empreses de serveis, 27 d'entitats de l'administració pública i 17 d'empreses classificades com a «altres activitats de serveis».
Dels 61 establiments de servei als particulars que hi havia el 2009, 1 era una oficina d'administració d'Hisenda pública, 1 gendarmeria, 1 oficina de correu, 5 oficines bancàries, 5 tallers de reparació d'automòbils i de material agrícola, 1 taller d'inspecció tècnica de vehicles, 2 autoescoles, 4 paletes, 6 guixaires pintors, 5 fusteries, 4 lampisteries, 3 electricistes, 6 perruqueries, 1 veterinari, 8 restaurants, 4 agències immobiliàries, 1 tintoreria i 3 salons de bellesa.
Dels 13 establiments comercials que hi havia el 2009, 1 era un supermercat, 2 fleques, 2 carnisseries, 3 botigues de roba, 1 una botiga d'electrodomèstics, 1 una botiga de mobles, 1 una botiga de material esportiu i 2 floristeries.
L'any 2000 a Tiercé hi havia 48 explotacions agrícoles que ocupaven un total de 2.072 hectàrees.

## Equipaments sanitaris i escolars
El 2009 hi havia 1 centre de salut i 2 farmàcies.
El 2009 hi havia 1 escola maternal i 2 escoles elementals.

## Poblacions més properes
El següent diagrama mostra les poblacions més properes.